# イマージュ (画像処理企業)
株式会社イマージュ（image）は、コンピュータグラフィックス・映像編集・VFXやWebコンテンツ等のデジタルコンテンツ制作を主な事業内容とする日本の企業である。代表取締役社長：田山修一。

## 概要・沿革
3DCG、とりわけ実写映像との合成映像を得意とし、数多くのCM・ゲーム・アミューズメント機器、映画制作に参画。『のぼうの城』や『プラチナデータ』のCGを手掛けたMotor/lieZ（モーターライズ）も同社の事業部であった。また、Webコンテンツ制作にも精力的に取り組んでおり、第58回広告電通賞（インターネット広告賞）の受賞歴もある。
株式会社イマージュは、結城徹により1990年に起業され、NHKスペシャル「アインシュタイン・プロジェクト」に参画する「ハイビジョンCGラボ」の幹事会社を勤めた。「ハイビジョンCGラボ」の参画企業は、東芝、東レ、清水建設、キヤノン販売、NHKエンタープライズで、異業種プロジェクトとして「ハイビジョンCG制作」の研究活動も行った。
1991年「アインシュタイン・プロジェクト」が修了し、CG制作会社として受託業務を渋谷区にてスタート。1992年、本社を中央区新富町へ移転。1998年、CG制作に加え、Web制作の受託を開始し、事業部制を導入。2003年、デジタルアーカイブ事業部を発足。
2004年、代表取締役社長に田山修一が就任、取締役に古川裕一、佐久章彦が就任し、新体制がスタート。2009年、受託制作部門と投資部門の分離を目的に投資部門を株式会社イマージュに残し社名を株式会社アイエムジーに変更。受託制作部門を新会社として設立した株式会社イマージュに移籍。2016年、東京都武蔵野市にあったMotor/lieZ（モーターライズ）部門を解散し本社に事業統合。2017年、本社を新宿区神楽坂へ移転。
2021年、本社を新宿区上落合へ移転。

## 参加作品
映画
- LOVE SONG
- 少年H
- のぼうの城
- 隠し砦の三悪人 THE LAST PRINCESS
- 日本沈没
- 西遊記
- 大日本人
- あかね空
- HINOKIO
- 最終兵器彼女
- ロード88
- ミニモニ。じゃムービー
- ローレライ
- キューティーハニー
- イノセンス
- スパイ・ゾルゲ
- 修羅雪姫
- ピストルオペラ
- 回路
- アヴァロン
- ゲゲゲの鬼太郎 (実写映画)
- 鴨川ホルモー
- しんぼる
- 交渉人THE MOVIE
- 豆富小僧
- ONE PIECE 3D 麦わらチェイス
- はやぶさ/HAYABUSA
- 長髪大怪獣ゲハラ

テレビ
- NHKスペシャル
- 里見八犬伝
- 仮面ライダー龍騎
- 仮面ライダー555
- 仮面ライダー剣
- 百獣戦隊ガオレンジャー
- 忍風戦隊ハリケンジャー
- 美少女戦士セーラームーン

## 所在地
- 本社：東京都新宿区上落合2-28-7　落合高山ビル5階
- グループ会社:イマージュバンコク（image Bangkok Co., Ltd.）：タイバンコク